# Ogasawarana comes
Ogasawarana comes é uma espécie de gastrópode  da família Helicinidae.
É endémica de Japão.